# Гелах, Наталья Николаевна
Ната́лья Никола́евна Ге́лах (бел. Наталля Мікалаеўна Гелах; род. 30 мая 1978, Мозырь, Гомельская область) — белорусская гребчиха, заслуженный мастер спорта Республики Беларусь (2004).
Военнообязанная. Старший лейтенант.
Представляет спортобщество «Динамо» г. Брест. Тренер — Владимир Синельщиков.
7 августа 2008 года награждена орденом Отечества III степени.

## Спортивные достижения
- Бронзовый призёр Олимпийских игр 2004 (Афины) и Игр 2008 (Пекин), в обоих случаях выступала вместе с Юлией Бичик.[5]
- Чемпионка мира 2000 (Загреб), 2007 (Мюнхен), 2008 (Линц). Серебряный призёр чемпионатов мира 2001, 2003 годов, бронзовый призёр чемпионата мира 2002.
- Чемпионка Европы 2010. Бронзовый призёр чемпионата Европы 2008.

### Биографические данные
- Наталья Гелах — профиль на сайте FISA  (англ.)
- Наталья Гелах — олимпийская статистика на сайте Sports-Reference.com (англ.)